# Final Fantasy XI
Final Fantasy XI (ファイナルファンタジーXI, Fainaru Fantajī Irebun), també conegut com a Final Fantasy XI: Online o simplement Final Fantasy Online, és un joc de la saga Final Fantasy. Joc de rol multijugador massiu en línia desenvolupat i publicat per Square (ara Square Enix). S'estrenà al Japó amb la consola de Sony, PlayStation 2 el 16 de maig del 2002 i va ser llançat per al sistema operatiu Microsoft Windows per a PC el 5 de novembre del mateix any. Fou llançat al mercat Nord Americà el 28 d'octubre del 2003. La versió per a la consola Xbox 360 no va sortir fins a l'abril del 2006, siguent el primer MMORPG per aquesta consola. La història del joc transorre a Vana'diel, on es poden fer diverses feines, utilitzar poders especials o completar missions entre moltes altres coses. Van publicar-se quatre expansions fins a l'any 2007, per ordre cronològic Rise of the Zilart, Chains of Promathia, Treasures of Aht Urhgan i l'última en sortir a la venda Wings of the Goddess.